# Reservas de petróleo en Arabia Saudita

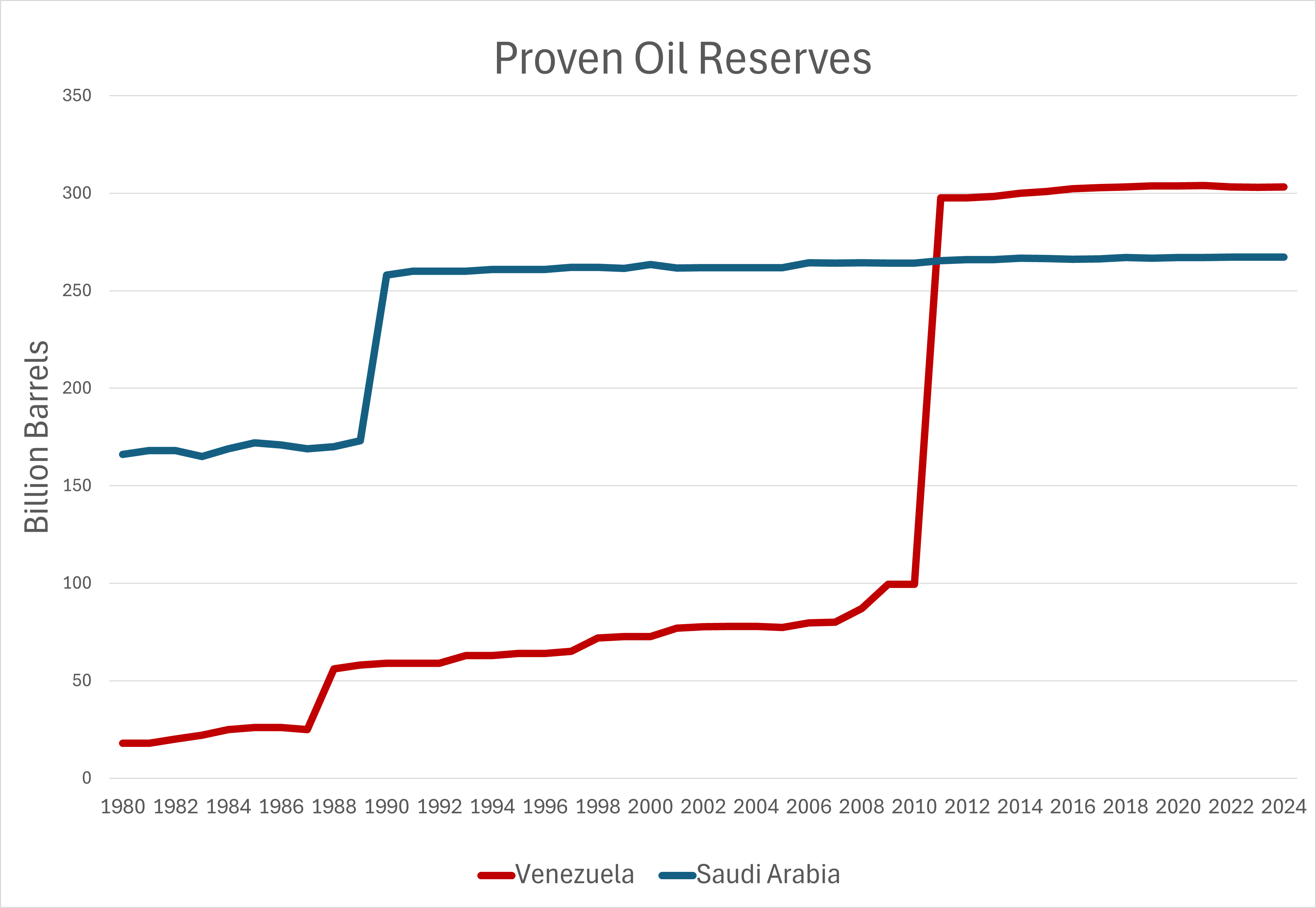
Reservas declaradas de Arabia Saudita (azul) y Venezuela (rojo)

Las reservas probadas de petróleo en Arabia Saudita son las segundas más grandes del mundo, sólo detrás de las reservas de Venezuela. Están estimadas en 267 mil millones de barriles (42×10^9 m³) incluyendo 2,5 mil millones de barriles en la Zona neutral saudí-kuwaití. Esto es alrededor de un quinto del total de las reservas de petróleo convencional del mundo. Aunque Arabia Saudita cuenta con alrededor de 100 campos de petróleo y gas, más de la mitad de sus reservas de petróleo se encuentran en sólo ocho campos gigantes de petróleo, incluyendo el campo del Campo Ghawar, el campo petrolero más grande del mundo con un estimado de 70 mil millones de barriles (11×10^9 m³) de las reservas restantes. Arabia Saudita mantiene la más grande capacidad de producción de crudo del mundo, estimado en alrededor de 11 millones de barriles extraídos por día a un costos de $40UDS Por barril.
A mediados del año 2008 y ha anunciado planes para aumentar esta capacidad a 12,5 millones de barriles por día (2.0×10^6 m3/d) en 2009
Arabia Saudita produjo 10,3 millones de barriles por día en 1980, y 10,6 millones en 2006. A principios de 2008, el reino estaba produciendo cerca de 9,2 millones de barriles por día (1.46×10^6 m3/d) de petróleo. Después de que el presidente George Bush pidió a los saudíes elevar la producción en una visita a Arabia Saudita en enero de 2008, y se negaron, Bush cuestionó si tenían la capacidad de aumentarla. En el verano de 2008, Arabia Saudita anunció un aumento de la producción prevista de 500.000 barriles por día. Sin embargo, hay expertos que creen que la producción petrolera saudita ya alcanzó su punto máximo o lo hará pronto.
A pesar de su gran número de yacimientos petroleros , 90% de la producción de petróleo de Arabia Saudita procede de sólo cinco campos y hasta el 60% de su producción proviene del campo de Ghawar. Desde 1982, los saudíes han retenido sus datos de pozos y el detalle los posibles datos sobre sus reservas, negando a los expertos externos forma de verificar las afirmaciones Arabia respecto al tamaño total de sus reservas y la producción. Esto causa a algunos a cuestionar el estado actual de sus campos petroleros. En un estudio de discusión del libro de Matthew Simmons Twilight in the Desert (Crepúsculo en el desierto), 200 documentos técnicos se analizaron sobre las reservas de Arabia por la Society of Petroleum Engineers, y llegaron a la conclusión de que la producción petrolera de Arabia Saudita se enfrenta a una cercana disminución a corto plazo, y que no será capaz de producir de forma consistente más de los niveles actuales. Simmons también sostiene que los saudíes pudieron sufrir daños irreparables a sus grandes yacimientos de petróleo debido al sobre bombeo de agua salada en los campos en un esfuerzo para mantener la presión de los mismos e impulsar a corto plazo la extracción de petróleo.